# Isolacionismo

Propaganda isolacionista norte-coreana (1951)

O isolacionismo é uma linha política que um determinado país toma visando isolar-se geograficamente, culturalmente e diplomaticamente das nações externas, a fim de assegurar sua integridade Nacional e recursos naturais. Vários países aplicaram políticas isolacionistas em diferentes momentos da história. No mundo globalizado de hoje em dia, os únicos países que continuam adotando este tipo de política externa, são apenas a Coreia do Norte e o Butão.

## Exemplos

##### Estados Unidos
Um exemplo clássico é o período da política externa dos Estados Unidos no século XIX e início do século XX, especialmente antes da Primeira Guerra Mundial. Durante esse tempo, os EUA evitavam alianças permanentes e intervenções em conflitos europeus, conforme ilustrado pela Doutrina Monroe de 1823, que advertia as potências europeias contra a intervenção nas Américas, enquanto prometia não interferir nos assuntos europeus.
Após a Primeira Guerra Mundial, os EUA retornaram a uma postura isolacionista, recusando-se a entrar na Liga das Nações e limitando sua participação em conflitos europeus até o ataque a Pearl Harbor em 1941, que os levou à Segunda Guerra Mundial.

##### Japão
Período Edo (1603-1868): Durante o Xogunato Tokugawa, o Japão adotou uma política de isolacionismo estrito conhecida como sakoku, fechando suas fronteiras ao comércio e à influência estrangeira por mais de dois séculos, até a chegada do Comodoro Matthew Perry dos Estados Unidos em 1853.

##### China
Durante certos períodos das dinastias Ming (1368-1644) e Qing (1644-1912), a China implementou políticas restritivas ao comércio exterior, visando proteger-se da influência estrangeira e manter o controle sobre o comércio marítimo. O exemplo mais famoso é o fechamento dos portos ao comércio exterior durante o século XV e a restrição ao comércio europeu através de Cantão (atual Guangzhou) durante o século XVIII.

##### Coreia
Durante grande parte do período Joseon, a Coreia adotou uma postura isolacionista rigorosa, restringindo o contato com o exterior e limitando o comércio e a diplomacia a poucos parceiros, como a China e o Japão. Esse isolamento durou até o final do século XIX, quando pressões externas, especialmente do Japão, forçaram a abertura do país.

##### Tibete
O Tibete, sob o governo do Dalai Lama e dos regentes budistas, manteve uma política de isolamento rigoroso, limitando o contato com o exterior e focando na preservação de sua cultura e religião. Essa política terminou com a invasão britânica em 1904 e a subsequente anexação pelo Império Qing da China.[carece de fontes?]

##### Albânia
Isolamento comunista: Sob o regime de Enver Hoxha, a Albânia adotou uma política de isolamento rigoroso do resto do mundo, especialmente após romper com a União Soviética e a China. Hoxha implementou uma política de autossuficiência extrema e construiu milhares de bunkers por todo o país em antecipação a uma invasão estrangeira.
Portugal
Com o fim da Segunda Guerra Mundial e a retirada das potências coloniais de África, potenciado pela falta de alinhamento diplomático com os demais membros da OTAN no contexto da Guerra Fria, Portugal salazarista viu-se cada vez mais pressionado pela comunidade internacional para retirar-se de África. A esta e a outras "imposições", o ditador Salazar responderia com campanhas de propaganda isolacionista, com o lema "Orgulhosamente sós".